# برد اشنایدر
برد اشنایدر (به انگلیسی: Brad Schneider) نمایندهٔ حوزه انتخابیه دهم ایلی‌نوی از حزب دموکرات ایالات متحده آمریکا در مجلس نمایندگان ایالات متحده آمریکا است که برای نخستین‌بار در ۶ ژانویه ۲۰۱۳ میلادی به‌عضویت این مجلس درآمد.